# Scoop – Ein royales Interview
Scoop – Ein royales Interview ist eine britische Filmbiografie aus dem Jahr 2024 unter der Regie von Philip Martin mit Gillian Anderson, Keeley Hawes, Billie Piper und Rufus Sewell in den Hauptrollen. Es ist eine dramatische Nacherzählung des BBC-Fernsehinterviews von Prinz Andrew aus dem Jahr 2019 durch die Moderatorin und Journalistin Emily Maitlis und das Produktionsteam des Nachrichten- und aktuellen Nachrichtenprogramms Newsnight von BBC Two. Das Drehbuch von Peter Moffat und Geoff Bussetil basiert auf dem Buch Scoops aus dem Jahr 2022 der ehemaligen Newsnight-Redakteurin Sam McAlister.

## Handlung
Der Film erzählt die Geschichte der Frauen, die das skandalöse Interview mit Prinz Andrew arrangierten, das zu seinem öffentlichen Sturz führte. Im Zentrum der Handlung steht das TV-Interview, in dem Andrews Beziehung zu Jeffrey Epstein und Vorwürfe des sexuellen Missbrauchs von Minderjährigen behandelt wurden.
2010 fotografierte Jae Donnelly Prinz Andrew und Epstein im Central Park. Neun Jahre später entdeckt BBC-Producerin Sam McAlister das Foto und kontaktiert den Fotografen. Amanda Thirsk, Andrews Privatsekretärin, glaubt, das Foto sei der Grund für Andrews negative Presse. Es wird entschieden, ein Interview zu geben, um das Image des Prinzen zu verbessern.
Sam arrangiert ein Treffen mit Amanda und überzeugt sie, ein Interview mit BBC-Moderatorin Emily Maitlis zu akzeptieren. Der Fotograf zeigt Sam Beweise für Epsteins langjährige Vergehen. Die Verhandlungen der Medien mit dem Prinzen führen zum berüchtigten Interview am 16. November 2019, in dem Andrew jegliches Fehlverhalten bestreitet. Sein mangelndes Mitgefühl und bizarre Aussagen führen zu seinem Rückzug von öffentlichen Pflichten.
Obwohl Andrew keine Schuld eingestand, einigte er sich 2022 außergerichtlich mit Virginia Giuffres Zivilklage auf eine Entschädigung von 12 Millionen Pfund (ca. 14 Millionen Euro). Sam McAlister verließ die BBC 2021 und lehrt nun Verhandlungsführung.

## Produktion
Im Juli 2022 wurde eine Adaption des im selben Jahr erschienenen Buches Scoops: Behind the Scenes of the BBC's Most Shocking Interviews des ehemaligen Newsnight-Produzenten Sam McAlister angekündigt. Ausführende Produktionsfirma war The Lighthouse Film & Television und Voltage TV. Der Drehbuchautor Peter Moffat sagte, die Adaption konzentriere sich darauf, „wie das Newsnight-Team der BBC an die Story kam … [und] … warum er zugestimmt hat, es zu tun“ Regie würde Philip Martin führen, die Produktion übernehmen Hilary Salmon und Radford Neville für The Lighthouse und Sanjay Singhal für Voltage TV.
Anderson, Sewell, Hawes und Piper wurden im Februar 2023 als Teil der Besetzung bekannt gegeben. McAlister, die teilweise für die Verhandlungen und Buchung des Prinzen verantwortlich war, sagte, es sei „ein Moment, in dem ich mich kneifen musste“, von Piper gespielt zu werden. Hawes wurde für die Rolle der ehemaligen Privatsekretärin von Prinz Andrew, Amanda Thirsk, besetzt.

### Filmaufnahmen
Die Hauptdreharbeiten begannen Anfang 2023. Aufnahmen von Anderson im Kostüm als Maitlis am Set wurden Ende Februar 2023 online veröffentlicht.

## Veröffentlichung
Der Film wurde am 5. April 2024 auf Netflix veröffentlicht.

## Kritik
Die Redaktion des Lexikon des internationalen Films vergab zweieinhalb von fünf Sternen und resümierte: „Prominent besetzt, pendelt die Handlung zwischen Buckingham-Palast und BBC-Redaktion hin und her und schildert ausführlich – wenn auch etwas arg idealistisch – die investigative Kleinarbeit der verantwortlichen Journalistinnen und Journalisten.“